# Situations VII
Situations VII, sous-titré Problèmes du marxisme, 2, est un recueil thématique d'articles de Jean-Paul Sartre datant de 1953 à 1963, et qui est publié en 1965. 
Dans la nouvelle édition de 2021, organisée de manière chronologique, Situations VII est sous-titré Octobre 1964 - octobre 1966. 

## Contenu

### Édition de 1965
- Réponse à Claude Lefort
- Opération « Kanapa »
- Le réformisme et les fétiches
- Réponse à Pierre Naville
- Le fantôme de Staline
- Quand la police frappe les trois coups...
- La démilitarisation de la culture
- Discussion sur la critique à propos de « L'Enfance d'Ivan »

### Édition de 2021
- « Palmiro Togliatti », article d'hommage pour la mort de Palmiro Togliatti, L'Unità, 30 août 1964.
- « L'alibi », entretien sur la jeunesse et la situation de la France et du monde, Le Nouvel Observateur, 19 novembre 1964.
- « Il n'y a plus de dialogue possible », entretien sur le refus de Sartre de se rendre aux États-Unis à l'invitation de l'université Cornell en protestation contre la guerre du Viêt Nam, Le Nouvel Observateur, 1er avril 1965.
- « Un Américain écrit à Sartre », réponse de David I. Grossvogel au refus de Sartre de se rendre aux États-Unis, Le Nouvel Observateur, 8 avril 1965.
- « Sartre répond », réponse à David I. Grossvogel, Le Nouvel Observateur, 8 avril 1965.
- « Refusons le chantage », entretien sur la situation de la France, Charles de Gaulle et Gaston Defferre, Le Nouvel Observateur, 17 juin 1965.
- « Achever la gauche, ou la guérir ? », entretien sur l'actualité, Le Nouvel Observateur, 24 juin 1965.
- « Le choc en retour », entretien sur l'élection présidentielle française de 1965, Le Nouvel Observateur,  8 décembre 1965.
- « L'écrivain et sa langue », entretien avec Pierre Verstraeten sur le langage et le structuralisme, Revue d'esthétique, juillet-décembre 1965.
- « L'anthropologie », entretien par rapport au structuralisme, Cahiers de philosophie, n° 2, 3 février 1966.
- « Mallarmé (1842-1898) », préface à un recueil de poésie de Stéphane Mallarmé, Mallarmé, Gallimard, 1966.
- « L'universel singulier », texte d'une conférence donnée à l'UNESCO sur Søren Kierkegaard, Kierkegaard vivant, Gallimard, 1966.
- « Plaidoyer pour les intellectuels », texte de trois conférences données au Japon sur le rôle de l'intellectuel, septembre et octobre 1966, Situations VIII (1972).
- « Sainte Georges et le dragon », article sur Le Tintoret, L'Arc, n° 30, octobre 1966.